# مدل ملی تبادل اطلاعات
مدل ملی تبادل اطلاعات (به انگلیسی: National Information Exchange Model) حاصل مشارکت دایرهٔ عدالت آمریکا و دایره امنیت ملی آمریکا است.
انواع وضعیت‌های اورژانسی در سال‌های اخیر پیامدهای ناگواری که نتیجه عدم توانایی حوزه قضایی و سازمان‌ها در به اشتراک‌گذاری مؤثر اطلاعات بوده‌اند را نشان داده است. حملات تروریستی، بلایای طبیعی و مقدار وسیع حوادث جنایی سازمان یافته، ضعف و توانایی‌های به اشتراک‌گذاری اطلاعات را نشان می‌دهند.
اختصار National Information Exchange Model کلمهٔ NIEM است که به صورت نیم مشابه کلمهٔ تیم (به انگلیسی: Team) خوانده می‌شود.

## مدل ملی تبادل اطلاعات چیست و چرا تولید شده‌است ؟
مدل ملی تبادل اطلاعات حاصل مشارکت دایره عدالت آمریکا و دایره امنیت ملی آمریکا است.
انواع وضعیت‌های اورژانسی در سال‌های اخیر پیامدهای ناگواری که نتیجه عدم توانایی حوزه قضایی و سازمان‌ها در به اشتراک‌گذاری مؤثر اطلاعات بوده‌اند را نشان داده است. حملات تروریستی، بلایای طبیعی و مقدار وسیع حوادث جنایی سازمان یافته، ضعف و توانایی‌های به اشتراک‌گذاری اطلاعات را نشان می‌دهند.
این یک واقعیت تأسف بار است که امروزه اشتراک اطلاعات enterprise-wide به‌طور عمومی و سراسری ممکن نیست. با وجود اینکه سازمان‌ها در سراسر کشور کارکردهای عملیاتی مشابهی انجام می‌دهند و اطلاعات مشترکی دریافت کرده و استفاده می‌کنند (نظیر داده‌هایی راجع به اشخاص، مکان‌ها و رویدادها)، اما پراسس کاری داخلی آن‌ها اغلب از یک حوزه قضایی به حوزه قضایی دیگر متفاوت است و سازمان‌ها از سیستم‌ها و تکنولوژی‌های اطلاعاتی متفاوتی استفاده می‌کنند. چیزی که کمبودش احساس می‌شود یک مکانیزم ملی برای شناسایی و توانمند کردن مبادله اطلاعات در سطح وسیع، با سازمان‌ها و حوزه‌های قضایی دیگر است.
مدل ملی تبادل اطلاعات اشتراک اطلاعات را در میان تمامی سطوح دولت شامل فدرال، ایالتی، محلی و طایفه‌ای امکان‌پذیر می‌کند. مدل ملی تبادل اطلاعات همکاری و مشارکتی را بین آژانس‌ها و سازمان‌ها در تمام سطوح دولت و صنایع خصوصی ارائه می‌کند.
رؤیای مدل ملی تبادل اطلاعات این است که استانداردی منتخب برای تبادل اطلاعات درون کشور آمریکا باشد؛ که به موجب آن موارد زیر فراهم گردد:
- افزایش امنیت عمومی و امنیت ملی
- کارآمد تر و گسترده‌تر بودن به اشتراک‌گذاری اطلاعات میان سازمان‌ها و حوزه‌های قضایی
- مقرون به صرفه بودن توسعه و گسترش سیستم‌های اطلاعاتی
- هزینه کمتر در توسعه و استقرار سیستم‌های اطلاعاتی
- بهتر شدن کیفیت تصمیمات حکومتی به دلیل داشتن اطلاعات به موقع، دقیق و کامل

لازم است ذکر شود که مدل ملی تبادل اطلاعات یک برنامه نرم‌افزاری، بانک اطلاعاتی، شبکه یا یک سیستم کامپیوتری نیست، بلکه همانگونه که از نام آن پیداست یک مدل جهت به اشراک‌گذاری اطلاعات بین سازمان‌هاست؛ که یکی از اهداف اصلی آن افزایش امنیت و سرعت در تبادل اطلاعات است.
مدل ملی تبادل اطلاعات به عنوان یک طرح برای اشتراگ‌گذاری اطلاعات بر پایه XML است.
الگوی XML قوانین و محدودیت‌هایی را برای جنبه‌های مختلف داده نظیر ساختار، روابط، مقادیر مجاز و نوع را مشخص می‌کند. این الگو به صورت متنی است و قابل خواندن و استفاده توسط انسان و ماشین است.
مدل ملی تبادل اطلاعات از XML استفاده می‌کند تا فرهنگ واژگان مختصر و تعریف شده‌ای را برای اشتراک اطلاعات حیاتی، در سراسر کشور عرضه کند. این مدل صرف نظر از اینکه سازمان به اشتراگ گذارنده اطلاعات از نوع فدرال، محلی، ایالتی یا طایفه‌ای باشد و همچنین صرف نظر از اینکه اطلاعات به صورت افقی یا عمودی در حال مبادله است، عملیات تبادل را انجام می‌دهد. مدل ملی تبادل اطلاعات در واقع زبان متداولی را عرضه کرده‌است که توسط آن سازمان‌های فدرال، محلی و ایالتی یا طایفه‌ای می‌توانند اطلاعات حیاتی را در حالت‌های روتین و اورژانسی شرح داده و به اشتراک بگذارند.
مدل ملی تبادل اطلاعات طراحی شده‌است تا مبادله اطلاعات را در میان دامنه‌های مختلف نظیر موارد زیر تسهیل بخشد:
- امنیت عمومی
- امنیت ملی
- عدالت
- مدیریت بحران
- هوش

## مفاهیم کلیدی در مدل ملی تبادل اطلاعات
مفاهیم کلیدی زیر برای درک هدف، معماری، فرایندها و دیگر توانایی‌های NIEM ضروری هستند که در ادامه به تشریح کامل آن‌ها می‌پردازیم.
- اجزای داده‌ها (به انگلیسی: Data Components)
- هستهٔ مدل ملی تبادل اطلاعات (به انگلیسی: NIEM Core)
- دامنه‌ها (به انگلیسی: Domains)
- جوامع ذینفع (به انگلیسی: Communities of Interest)
- مستند بستهٔ تبادل اطلاعات (به انگلیسی: Information Exchange Package Document)

### اجزای داده ها(Data Components)
بلوک اصلی ساختمان این مدل اجزای داده‌ها هستند. اجزای داده‌ها در واقع عناصر داده‌ای ابتدایی هستند که مفاهیم و اشیاء دنیای واقعی را نشان می‌دهند. داده‌های مبادله شده بین سازمان‌ها می‌توانند به اجزای منحصر به فردی نظیر اطلاعاتی دربارهٔ افراد، مکان‌ها، اشیاءو رویدادها شکسته شود.
مولفه‌هایی که در حال استفاده مکرر و یکنواخت هستند صرف نظر از طبیعت کار یا زمینه عملیاتی مبادله شان، در عمل در مدل ملی تبادل اطلاعات مشخص شده‌اند و می‌توانند توسط استفاده کنندگان برای تبادل مجدد داده استفاده شوند.
برخی از منابع اجزای داده‌ها شامل مدل‌های داده، پایگاه‌های داده، دیکشنری‌های داده، الگوها و مبادلات می‌باشند. در مدل ملی تبادل اطلاعات این منابع توسط الگوهای XML با هدف تعریفی استوار بیان می‌شوند که به آن‌ها بسته‌های انتقال اطلاعات (IEPs – Information Exchange Packages) گفته می‌شود.
ضمناً این مدل مستقل از هر نوع تکنولوژی مشخصی است و پیش‌بینی می‌شود در آینده بتواند در هر تعدادی که توانایی تولید و اشتراک‌گذاری اطلاعات سازگار و با معنا را داشته باشد، نمایش داده شود.
با توجه به نوپا بودن این مدل (از سال ۲۰۰۵ تاکنون) قابل پیش‌بینی است که نسخه‌های آینده به فرم‌های جدیدی کوچ کنند.
مولفه‌های این مدل فقط یک سری مؤلفه‌های مستقل برای ایجاد پیغام نیستند. بلکه آن‌ها با یکدیگر یک مدل داده‌ای مستقل و به هم متصل را تشکیل می‌دهند که هدف از این استقلال و اتصال تولید مؤلفه‌هایی است که هر یک به خودی خود دارای معنا باشد و همهٔ مؤلفه‌ها ساختاری ثابت داشته باشند. یعنی با اینکه هر مؤلفه معنایی مستقل دارد ولی اتصال آن‌ها به یکدیگر موجب دریافت معنای کامل تر و کاربردی‌تری گردد.
برای تبادل مؤثر داده‌ها باید درک معناشناسی مشترکی از داده میان سازمان‌های شرکت‌کننده وجود داشته باشد و داده‌ها باید در یک روش معنا گرایی ثابت قالب بندی شوند که به آن ساختار ثابت داده می‌گویند.
به عنوان مثال، ممکن است دو سازمان، اطلاعاتی را در مورد افرادی که به دلیل ارتکاب جرم محاکمه شده‌اند، جمع‌آوری کنند. اگر این دو سازمان بخواهند اطلاعاتی راجع به این افراد به اشتراک بگذارند، هر کدام باید درک مشترکی از مجموعه اصطلاحاتی که سازمان دیگر استفاده می‌کند و همچنین صفت‌های مشترکی که شخص را شرح می‌دهند داشته باشند. مثلاً ممکن است یک سازمان یک شخص را به عنوان Arrestee بشناسد در حالی که سازمان دیگر همان را با عنوان Defendant می‌شناسد، ولی در هر دوحالت، آن‌ها به یک انسان، دارای حداقل صفات قابل اشتراک بین دو سازمان، اشاره می‌کنند. به عنوان مثال شخص حتماً دارای نام، سن، جنسیت یا نژاد مشخص است.
سازمان‌ها لزوماً نیازمند تجهیز سراسری سیستم اطلاعاتی خود یا سازگاری با استانداردهایی که یک یکسانی مصنوعی را در جمع‌آوری اطلاعات تحمیل می‌کند نیستند، اما باید درک مشترک و ثبات معنایی در ساختارهایی که بین خطوط سازمان‌ها عبور می‌کنند وجود داشته باشد تا به اشتراک‌گذاری اطلاعات به درستی و با موفقیت صورت پذیرد.

### هستهٔ مدل ملی تبادل اطلاعات (NIEM Core)
مولفه‌های داده‌های درون یک مبادله اطلاعات که به‌طور سراسری در میان تمام یا برخی از دامنه‌ها به اشتراک گذاشته شده و درک شده‌اند، با عنوان مؤلفه‌های جامع شناخته می‌شوند. مؤلفه‌های جامع باید در بین دامنه‌های استفاده‌کنندهٔ آن فراگیر شده، شوند. برای فراگیر شدن یک مؤلفه، رضایت و موافقت تمامی دامنه‌ها در مورد معانی و ساختار یک مؤلفه نیاز است تا آن مؤلفه ساختار یک مؤلفهٔ جامع را پیدا کند. مؤلفه‌هایی مانند شخص، آدرس و سازمان مؤلفه‌های جامع هستند.
یک مؤلفه داده، ترکیبی از صفات در مورد موضوع موردنظر (مثلاً یک شخص) است. آن مؤلفه می‌تواند شامل صفاتی مثل نام شخص، تاریخ تولد، جنسیت، نژاد، رنگ چشم، رنگ مو و … باشد.
به عنوان مثال مؤلفهٔ شخص تقریباً در تمامی سازمان‌های مرتبط و سیستم‌های اطلاعاتی دامنه‌ای که در حال حاضر به مدل ملی تبادل اطلاعات وابسته هستند یا قرار است بشوند، استفاده می‌شود و حاوی یک معنی واحد در میان تمامی جوامع ذینفع است.
به عنوان مثال در سیستم‌های اطلاعاتی پلیس، شخص می‌تواند مظنون، توقیف شده، شاهد یا قربانی باشد. در سیستم‌های مدیریت پرونده دادگاه شخص می‌تواند وکیل، شاکی، شاهد یا عضو هیئت منصفه باشد. در سیستم‌های حفظ سلامت، شخص می‌تواند بیمار، پزشک یا پرستار باشد.
در واقع در ابتدا یک مؤلفه (مثلاً مؤلفه شخص) برای استفاده عملیاتی تعریف می‌گردد سپس جهت کسب اعتبار بررسی می‌شود تا معتبر گردد. آنگاه می‌تواند در مدل ملی تبادل اطلاعات ذخیره شود تا برای دسترسی و استفاده مجدد توسط دیگر جوامع ذینفع قابل دسترس باشد.
در صورتی که این عملیات به درستی انجام شود تعریف معنایی آن در میان هر تکنولوژی ای که امروزه استفاده می‌شود پایدار خواهد ماند و عمر مفید مؤلفه افزایش می‌یابد، البته جهت جلوگیری از منسوخ شدن یک مؤلفه می‌توان ان را در زمان مناسب باز هم به صورت اصولی ویرایش کرد و در دسترس جوامع ذینفع قرار داد.
در نتیجه جوامع ذینفع نیازمند صرف زمان و تلاشی که متداولا برای ساخت یک مؤلفه از ابتدا لازم است نیستند. همچنین این کار باعث تسهیل در اشتراک‌گذاری وسیع تر اطلاعات شده و موجب ایجاد ارتباطات گسترده‌تر و مناسب تری می‌شود.

### دامنه‌ها (Domains)
در مدل ملّی تبادل اطّلاعات دامنه به یک تشکیلات شغلی که در سطح وسیع روی سازمان‌ها منعکس شود گفته می‌شود. واحدهای دولتی، عملیاتهای کاربردی، سرویس‌های امنیتی و سیستم‌های اطلاعاتی که برای دستیابی به اهداف مشترک سازمان دهی شده‌اند، هر یک به گونه‌ای دامنه محسوب می‌شوند.
با توجه به شکل (الف) حوزه‌های عدالت و مهاجرت، هر یک به عنوان دامنه در این مدل تعریف می‌گردند.
دامنه‌ها برای تسهیل در اداره امور، سازمان دهی شده‌اند و هرکدام دارای میزانی از پایداری هستند.
هر دامنه به‌طور مرسوم شامل یک گروه از داده‌های به هم متصل است که:
- بر اینکه کارشناسان SMEs)Subject-Matter) چه کسانی هستند نظارت می‌کند.
- دارای سطحی از اختیار در داخل دامنه‌هایی که نشان می‌دهند هستند.
- در فرایندهای مرتبط با هماهنگ سازیِ ناسازگاری‌ها و برطرف‌سازی ابهامات در اجزای داده‌ها شرکت می‌کند.

یک دامنهٔ ایده‌آل که هم‌اکنون در مدل ملی تبادل اطلاعات مشغول به فعالیت است عدالت است.
دامنهٔ عدالت شامل سازمان‌هایی است که کارکردهایشان مرتبط با گزارش‌گیری و تحقیق در زمینهٔ جرم، دستگیری مظنونین متخلف، تعقیب قانونی، قضاوت محکومین جنایی و سرپرستی محکومین و … است.
دیگر دامنه‌های مدل ملی تبادل اطلاعات شامل موارد زیر می‌شود:
- هوش (به انگلیسی: Intelligence)
- مهاجرت (به انگلیسی: Immigration)
- مدیریت بحران (به انگلیسی: Emergency Management)
- تجارت بین‌الملل (به انگلیسی: International Trade)
- حفاظت از زیرساخت‌ها (به انگلیسی: Infrastructure Protection)

### جوامع ذینفع (Communities of Interest)
جوامع ذینفع گروه‌های همدست از کاربرانی هستند که اطلاعات را به دنبال اهداف اشتراکی، علایق، مأموریت‌ها و فرآیندهای شغلی مبادله می‌کند. از این رو این کاربران باید فرهنگ لغات مشترکی برای اطلاعاتی که مبادله می‌شوند داشته باشند. جوامع ذینفع از اجزای داده‌ها و محصولات مصنوعی یافت شده در مدل ملی تبادل اطلاعات برای مستندسازی مبادلات داده‌ای خود استفاده می‌کنند. جوامع ذینفع به‌طور خصوصی، عمومی یا مجازی به جلسه می‌نشینند تا نیازهای کسب و کار خود را تعریف کرده و برای نیازهای خود در اشتراک‌گذاری اطلاعات درون و بیرون دامنه‌ای خود مدل‌سازی و برنامه‌ریزی کنند.

### مستند بستهٔ تبادل اطلاعات (Information Exchange Package Document)
اطلاعاتی که به‌طور عمومی و فراگیر بین دامنه‌های شرکت‌کننده مبادله می‌شود می‌تواند به صورت بسته‌های تبادل اطلاعات (IEPs)، در قالب الگوهای XML، سازمان دهی شود.
نمونه‌ای از این جمع‌آوری اطلاعات، داده‌های مرتبط با یک بازداشت است. داده‌ای که باید مبادله شود نه تنها شامل داده‌های توصیفی و شخصی در مورد شخص دستگیر شده‌است، بلکه شامل اعترافات شخص، محل جرم، افسر دستگیرکننده و… نیز است.
بسته‌های تبادل اطلاعات مجموعه‌ای از داده‌ها را که برای هدف خاصی بین سازمان‌ها مبادله می‌شوند، ارائه می‌کند. (به عنوان مثال باز کردن یک پروندهٔ محکومیت توسط یک پیگرد محلی).
بسته‌های تبادل اطلاعات شامل یک نمونه XML واقعی که Payload و Information را حمل می‌کند است. اطلاعات اضافی در مورد این مبادله خاص می‌تواند در آینده در قالب یک بسته به نام مستندات بستهٔ تبادل اطلاعات مستندسازی شود؛ که این اطلاعات شامل داده‌هایی است که ساختار و محتویات را شرح می‌دهند. یک مستندات بستهٔ تبادل اطلاعات از مجموعه مشخصی از نیازهای کسب و کار در یک موقعیت عملیاتی پشتیبانی می‌کند.
مدل ملی تبادل اطلاعات کتابخانه‌ای از شئ‌های قابل استفاده مجدد، برای ساخت قاب‌های بسته تبادل اطلاعات در فرم XML عرضه می‌کند.
مدل ملی تبادل اطلاعات مستندات لازم برای تبادل اطلاعات را استانداردسازی کرده‌است؛ و این مدل طراحی شده‌است تا مستندات بستهٔ تبادل اطلاعات را برای کاربران در قالب ابزارهایی قابل دسترس کند و بدینوسیله جستجویی کاربردی را ممکن سازد. از این طریق کاربران می‌توانند مستندات بستهٔ تبادل اطلاعات موجود را بر اساس نیازهایشان یافته و استفاده کنند.
همچنین مدل ملی تبادل اطلاعات ابزارهایی برای پشتیبانی از توسعه و استقرار سریع مستندات بستهٔ تبادل اطلاعات ساخته و منتشر می‌کند و فرآیندهای مدیریت شده‌ای را برای ایجاد، پشتیبانی، انتشار و انجام مبادله اطلاعات عرضه می‌کند.
برای پشتیبانی از چنین مبادلاتی مدل ملی تبادل اطلاعات موارد زیر را فراهم می‌کند:
- یک محل مرکزی که امکان ثبت، جستجو و استفاده از مستندات بستهٔ تبادل اطلاعات‌هایی را که توسط منابع معتبر تصدیق شده‌است را می‌دهد.
- این مدل اطمینان می‌دهد که مستندات بستهٔ تبادل اطلاعات توسط متدولوژی‌های پابرجا و مرسومی توسعه می‌یابند و نه تنها توسط ماشین بدون هیچگونه نقصی قابل خواندن بوده بلکه درک آسان اطلاعات برای کاربران را فراهم می‌کنند.

## چرخه حیات مستندات بستهٔ تبادل اطلاعات
چرخه حیات مستندات بستهٔ تبادل اطلاعات در مدل ملی تبادل اطلاعات، تصویری از چگونگی ساخت و انتشار ایده‌آل این مستندات را ترسیم می‌کند. نحوهٔ کاراین چرخهٔ حیات، به صورت تجویزی در نظر گرفته نمی‌شود و الزامی ناست. به عنوان مثال توسعه دهندگان مستندات بستهٔ تبادل اطلاعات ممکن است در یک مرحلهٔ خاصی وارد چرخهٔ حیات شونده و ممکن است قلمرو چرخه را در جهت پشتیبانی از سطح تلاشی که برای توسعه مستنداتشان نیاز دارند تنظیم کنند.
چرخه حیات مستندات شش مرحلهٔ اصلی دارد:
- Scenario planning: این مرحله این امکان را فراهم می‌سازد تا سناریوهایی که به تبادل اطلاعات نیاز دارند، بتوانند نیازهای کسب و کار، چهارچوب تجارت و زمینه تجارت را شناسایی کنند.
- Analyze requirement: در این مرحله کسب و کار و اطلاعات مورد نیاز در ارتباط با تبادل اطلاعاتی که برای مدل ملی تبادل اطلاعات استفاده شده‌است، تعریف می‌شود.
- Map and model: این مرحله شامل فعالیت‌هایی است که تمرکز آن‌ها بر روی مدل ملی تبادل اطلاعات و نقشه تبادلات در این مدل است. در طول این مرحله کامپوننت‌ها دیده نمی‌شوند و هماهنگ‌سازی و ارتقاء به مدل ملی تبادل اطلاعات فرستاده می‌شود.
- Build and validate: فعالیت‌ها در این مرحله بر روی ایجاد مجموعه‌ای از الگوهای XML مبتنی بر مدل ملی تبادل اطلاعات که ساختار سند مشخص شده در مراحل قبلی را ایجاد کرده‌اند، متمرکز می‌شوند.
- Assemble and document: فعالیت‌ها در این مرحله بر روی اسمبل (مونتاژ) تمام اشیای مستندات بستهٔ تبادل اطلاعات و تکمیل مستندات باقی‌مانده متمرکز می‌شوند.

Publish and implement: این مرحله فعالیت‌های خود را بر روی انتشار مستندات بستهٔ تبادل اطلاعات و استفاده از ان در حالت تولید متمرکز کرده‌است.
در ادامه مطالب با هر یک از مراحل بالا با جزئیات بیشتر آشنا خواهیم شد.

### Scenario Planning
هدف از این مرحله برنامه‌ریزی برای پروژه، ایجاد یک روند، ارائه منابع انسانی و فناوری، شناسایی و تبادل اطلاعات مورد نیاز کسب و کار است. شناسایی تبادل اطلاعات مورد نیاز کسب و کار و بهترین برنامه‌ریزی و سناریو برای مبادلات از طریق شناسایی اطلاعات در این فاز قرار می‌گیرند.
معمولاً یک آژانس نیاز ندارد که همه اطلاعات جمع‌آوری شده خود را به سازمان‌ها و آژانس‌های دیگر و دامنه‌های دیگر به اشتراک بگذارد. شناسایی دقیق اطلاعاتی که بین سازمان‌ها مبادله خواهد شد به وسیلهٔ مدل‌سازی شیوه‌های کسب و کار مربوط به دامنه و از طریق scenario base planning و information exchange mapping صورت می‌گیرد.
اولین کار در این مرحله ایجاد یک چشم‌انداز روشن برای پروژه توسعهٔ الگو است. هدف از یک چشم‌انداز رسیدن به این منظور است که در سطح بالا چه چیزهایی که در محدوده پروژه است. همچنین باید پاسخ سوالات زیر در این مرحله مشخص شود.
چه افرادی ذینفع هستند؟
چه سودی از کسب و کار انتظار داریم؟
مدت زمان این پروژه چقدر است؟
ویژگی‌های مهم که باید به آن توجه داشت. به عنوان مثال یک پروژه ممکن است یک دنباله‌ای از پروژه‌های قبلی باشد یا ممکن است اهداف مهم تجاری را خارج از محدوده رها کند با این هدف که بخواهیم در پروژه‌های آینده به آن‌ها رجوع کنیم.
عمل بعدی در این مرحله ایجاد یک فرایند برای دنبال کردن پروژه است. در این عمل، جهت رسیدن به نیازهای مشخص باید تغییرات مناسب به موقع صورت گیرد و تمامی احتمالات ممکن برای دنبال کردن پروژه مشخص واضح باشند.
فرایند باید علامات قابل تحویل (به عنوان مثال مدل دامنه، NIEM mapping، الگوها و …) و تاریخ تحویل آن‌ها را شناسایی کند. در زمان‌های تعیین شده برای هر هدف در هر مرحله شما باید انتظارات سهام داران و شرکت کنندگان دیگرِ پروژه را تنظیم کنید.
به‌طور خاص، باید تاریخ اهداف معقول و منطقی باشد. هر چند دقیق و از پیش تعیین شده نباشد و باید آن را به عنوان مدل دامنه گسترش داد. باید پیچیدگی پنهان که ممکن است تنظیمات پروژه یا تاریخ‌ها را تغییر می‌دهد را تنظیم و برنامه‌ریزی نماییم.
عمل بعدی در این مرحله سناریوهای در حال توسعه است. سناریوها توصیف‌کننده زمینه کسب و کار، رویدادها، حوادث یا شرایطی که در آن اطلاعات باید بین سازمان‌ها یا دامنه‌ها رد و بدل شود، است. برای مثال سناریو ممکن است یک حمله تروریستی در یک شهرستان یا ایالت باشد که جزییات و نقاط بحرانی عملیاتی که باید بین دو یا چند سازمان برای پیشگیری حوادث رد و بدل شوند را دقیق، قابل تشخیص و قابل بازسازی مجدد ارائه دهد. سناریوها ممکن است از به تصویر کشیدن جریان اطلاعات در حال مبادله بین سازمان‌های درگیر، شناسایی و نتیجه‌گیری از شکاف‌ها، موانع و نقص‌های فرایندهای کسب و کار و تبادل اطلاعات استفاده کنند. همچنین امکان دارد برای توصیف پتانسیل‌های بالقوه محیط و پیش‌بینی گستردگی محیط و گستردگی اطلاعات و تغییرات تجاری، در این مرحله شناسایی و گردد.
عمل بعدی ایجاد گروه کاری پروژه است. این گروه کاری باید از اعضای زیر تشکیل شده باشد:
- کارشناس موضوع تجاری (Business subject - matter expert)
- متخصص XML Expert) XML)
- تسهیل‌کننده یا همان رابط (Facilitator)

#### کارشناس موضوع تجاری (Business subject - matter expert)
نماینده منافع سهام داران مشخص شده در سند چشم‌انداز پروژه است. این کارشناس دیدگاه‌های تجاری بسیار مهمی در راستای محتوای اطلاعات و مبادلات و زمینه‌های کسب درآمد برای این تجارت ارائه می‌دهد و باید متخصص در تجارت عمومی باشد و باید در تجارت تبادل اطلاعات تخصص خاص داشته باشد.
مثلاً اگر سرمایه‌گذاری موجود در سیستم‌های نرم‌افزاری در تولید و مصرف اطلاعات در حال مبادله است برای کاربران و گروه کاری و سهام داران بهتر است که در این زمینه کار کنند.

#### متخصص XML Expert) XML)
این کارشناس باید درک عمیقی از XML و تکنولوژی‌های مربوط به الگوهای XML داشته باشد.

#### تسهیل‌کننده یا همان رابط (Facilitator)
یک تسهیل‌کننده که باید بتواند هم در تجارت و هم در XML کار کند هرچند در هیچ‌کدام توانایی‌های متخصصان بالا را نداشته باشد تا بتواند بین متخصص XML و متخصص تجارت کار گروهی را سازمان دهی کند و منجر به یک فرایند شود. مسئولیت‌های تسهیل‌کننده شامل پیش بردن جلسات مدل سازی. یعنی در انتخاب یک تسهیل‌کننده این خیلی مهم است که بتواند مدل‌سازی انجام دهد.
در نهایت وقتی اعضای تیم کاری انتخاب شدند و تاریخ‌های اعمال مراحل مقرر شدند، Facilitator باید در جهت دستیابی به منابع و دیگر ابزارهای ارتباطی منظم شود.
ثابت شده‌است که وب سایتِ یک پروژه برای بسیاری از تیم‌های کاری مناسب بوده‌است. باید در آن لیستی از اعضای گروه کاری و اطلاعات تماس و وظیفه هر فرد و طرح مورد نظر هر فرد در پروژه و مکانی برای جزئیات و اخبار و غیره که در بخش‌های بعد دقیق تر خواهد شد، فراهم گردد.

#### ابزارها (Tools)
با این حال ابزارهای زیر به صورت پایه مورد نیاز خواهند بود:
- ابرازهایی برای حمایت از مدل‌سازی دامنه
- ابزارهایی برای پشتیبانی از نگاشت دامنه
- ابزارهایی برای پشتیبانی از ایجاد الگوهای معتبر

### Requirement Analysis
دومین گام از روند توسعه مستندات بستهٔ تبادل اطلاعات، تجزیه و تحلیل نیازهاست. در این مرحله بیشتر به درک و تشریح مستندات، زمینه کسب و کار و داده‌های مورد نیاز پرداخته شده‌است؛ و امری که موجب نتیجه‌گیری در این مرحله می‌شود، توسعه مدل دامنه است.
اولین کار در این مرحله تعریف متن و محتوای اطلاعات است.
در این مرحله چهارچوب مبادلات و اینکه تحت چه شرایطی این تبادلات رخ خواهد داد، مشخص می‌شود.
در این مرحله نه تنها شناسایی محتوای اطلاعات جهت تبادل بخش مهمی از این مبادلات بوده و نباید نادیده گرفته شود بلکه علاوه بر آن سیاست‌های مهمی مانند حفظ حریم خصوصی، امنیت، اولویت، فرکانس، ضرورت، پیچیدگی و محرمانه بودن، مورد اهمیت است. برای تعریف اطلاعات مورد نیاز انواع ابزارها و روش‌ها باید مورد استفاده قرار گیرد. این کار نیازمند استفاده از گروه‌های تعریف شده در مرحله قبل است و خروجی این کار به عنوان ورودی در اختیار مرحله بعدی برای ساخت مدل دامنه قرار می‌گیرد. البته جای تعجب ندارد که خروجی این مرحله یک مدل برای دامنه است زیرا این مدل می‌تواند به اشکال مختلفی باشد.
برقراری ارتباط بین گروه‌های کاری به‌طور کلی در این مرحله انجام می‌شود منظور از این ارتباط در درجه اول یک ارتباط اولیه بین دستگاه‌ها است، نه یک ارتباط بین متخصصین تجاری و تکنسین‌های مدل سازی. اگر چه متخصصین تجاری حتماً باید قادر به ایجاد یک اتفاق نظر در سراسر مدل باشد یعنی همه شرکت کنندگان مانند متخصصان، تکنسین‌های مدل سازی، شرکت کنندگان غیر فنی، و غیره باید موافق یا مخالف مدل باشند. این کار حساسیت و دشواری کار متخصصین تجاری را نشان می‌دهد.
به ویژه متخصصین Subject-Matter کسب و کار، باید قادر به ایجاد یک توافق نظر عام در سراسر مدل باشند. به همین دلیل مدل نیاز دارد چیزی باشد که شرکت کنندگان غیر فنی هم بتوانند با آن موافقت یا مخالفت کنند.
این فاکتور دلالت مهمی بر فرم مدل دامنه به ویژه موارد زیر دارد:
- مدل باید برای تعریف ساختار، از نام‌ها و تعاریفی استفاده کند که برای همه قابل درک باشد.
- این مدل باید در قالب یک فرمت و زبان خیلی ساده ساخته شود.
- این مدل باید به آسانی قابل استفاده باشد و تیم بدون نصب نرم‌افزار یا مطالب آموزشی خاصی از آن استفاده کند.

یکی از وظایف مهم این مرحله تنظیم مناسب و درست مدل دامنه است. در پروژه‌های تولید مستندات بستهٔ تبادل اطلاعات یک مرجع موفق برای مدل‌های دامنه در ۳ فرمت زیر ساخته‌اند:
- مدل متنی در قالب یک صفحه گسترده
- یک مدل رسمی گرافیکی
- یک مدل رسمی‌تر گرافیکی ساخته شده به زبان UML

البته این بدان معنی نیست که این مدل‌ها جامع، کامل و حتمی هستند و می‌توان از دیگر فرمت‌ها هم استفاده کرد. همچنین گروه‌های کاری باید موارد زیر را در نظر داشته باشند:
- گزینه‌هایی را انتخاب کنیم که با تسهیل آشنایی دارند. (پروژه مستندات بستهٔ تبادل اطلاعات جهت توسعه، فراگیر شدن و سرعت بخشیدن است و هرگز موقعیتی برای آموزش UML نیست)
- برای انتخاب باید کار عملی را به جای کار نظری در نظر داشت.
- همچنین در نظر داشته باشیم که مدل دامنه برای استفاده مجدد در زمینه‌های دیگر یک فرصت است.

### Mapping and modeling
گام سوم در فرایند توسعه مستندات بستهٔ تبادل اطلاعات شامل ارتباط مفاهیم و ساختار مدل و مدل دامنه با انواع و عناصر درون مدل ملی تبادل اطلاعات است و از آن با نام MAPPING یا نقشه‌برداری یا نگاشت یاد می‌شود.
در طی این کار هر مفهوم و کلاس در مدل دامنه و همچنین خصوصیت فردی و عنصر اطلاعاتی باید در یک نوع خاص در مدل تبادل اطلاعات ملی همراه شود.
در طول تمرین نگاشت، ۳ نتیجه بالقوه به دست آمده که در زیر با آن‌ها آشنا می‌شویم:
- Matches
- Partial matches
- No matches

#### Matches
در تطبیق کامپوننت‌ها می‌تواند شامل کامپوننت‌هایی باشد که در آن نام کامپوننت‌ها متفاوت باشد اما درون همان دیتا کامپوننت معنا و ساختار معادلی دارد یعنی یک نگاشت یک به یک بین NIEM و منبع کامپوننت‌ها وجود دارد.

#### Partial matches
می‌تواند شباهت‌هایی بروز کند اما بعضی تفاوت‌هایی بین دیتا کامپوننت‌ها وجود دارد. این تفاوت‌ها می‌تواند شمامل ساختار، تصادم نام‌گذاری عنصرها یا در مقدار و نوع داده یا سطح لغوی باشد.

#### No matches
قطعات داده با داده‌های مدل تبادل اطلاعات ملی هیچ مطابقتی نداشته و دیتا کامپوننت‌ها شامل مجموعه‌ای از انواع عناصر اضافی می‌باشند که انتخاب شده‌اند برای یک NIEM. بسته به ماهیت بالقوه مدل پیشنهادات ممکن است شامل اضافه کردن نوع جدید یا مطابق با اضافه کردن یک عنصر، تغییر نوع داده، تغییر نام، دیتا کامپوننت‌ها یا تجدید نظر از یک تعریف باشد.
برای انجام نگاشت باید قادر به انجام جست و جوی سریع و کارآمد از طریق مدل تبادل اطلاعات ملی برای انواع و عناصر باشیم. برای انجام این جستجو ابزارهایی در دسترس هستند. وب سایت‌های دولتی و ابرازهای رهرو دو نمونه در دسترس آنلاین و ملی هستند که می‌توانند برای جستجو مورد استفاده قرار گیرند.

### Building and validating
گام بعدی در فرایند توسعه IEPD، خلق یک مجموعه از مبادلات خاص از الگوهای XML است که پیاده‌سازی مدل داده ایجاد شده، برای تبادل در مراحل قبل است. ورودی اصلی در فرایند مدل‌سازی همان نگاشت است که در مرحله قبلی ذکر شد و خروجی هم NIEM CONFORMANT است.
۳ الگوی اصلی وجود دارد که آن‌ها در زیر به همراه توضیح آمده‌است:
- NIEM refrence schema: آن‌ها الگوهای نامحدود XML برای NIEM هستند.
- Unconstrained IEP specific schemas: الگوهای خاص نامحدود برای تبادلات که شامل ۳ زیرگروه هستند:

1. Subset schemas: این زیر مجموعه نامحدود تنها شامل آن دسته از انواع و عناصری هست که در مبادلات استفاده می‌شود.
2. Extension schema: الگوهای انتخابی هستند و شامل آن دسته از انواع محلی و عناصری که در مبادلات استفاده می‌شوند.
3. Exchange schema: این الگوهای نامحدود شامل نوع سند و عناصر برای مبادله است.

- Constraint schema: این نسخه محدود شده از IEPsهای نامحدود الگوهای خاص است که شامل محدودیت‌های اضافی، قوانین تجاری محلی را می‌گیرند و برای تبادل به دیتا مدل می‌برند.

### Assembling and documenting
پیشتر IEPD را توضیح دادیم و اسناد دیگری از جمله قوانین تجاری و متا دیتاهای مورد نیاز را گفتیم. خروجی‌های این مرحله عبارتند از الگوهای معتبر، به عنوان مثال Meta data و Documentation artifacts.
زمانی که همه الگوها مستندات و متا دیتا و دیگر فایل‌ها دریافت شدند IEPD می‌تواند بر اساس فرمت و مشخصات NIEM IEPD تولید شود. در این مرحله فایل‌های مورد نیاز برای IEPD بسته‌بندی و آماده و در درون یک فایل قابل حمل قرار داده می‌شوند. در این آرشیو همه الگوها (مثل زیر الگوها، پسوندها، مبادلات و غیره)، XSLETها، مستندات (شرایط تجاری، نمودار و غیره) قرار دارند. فایل آرشیو همچنین شامل یک فایل متا دیتای آماده با خصوصیات XML برای متا دیتاهای بسته‌های اطلاعاتی NIEM و فایل‌های اکس‌اچ‌تی‌ام‌ال هستند که با یک مرورگر استاندارد نمایش داده می‌شوند.

### Publishing and implementing
خروجی نهایی از چرخه حیات IEPD یک IEPD منتشر شده و قابل جستجو، کشف و استفاده مجدد است. توسعه دهندگان IEPD این امکان را دارند که IEPDهایشان را به مخزن خودشان توزیع کنند.
IEPD که توسط NIEM PMO به NIEM NDR ارتقاء و مطابقت داده شده و به اولویت استراتژیک تبدیل شده شامل شناسایی مبادلات اطلاعات مهم ملی و طراحی شده به وسیلهٔ هیئت‌ها و مقامات ملی تبادل اطلاعات و توسط منابع معتبر جهانی مانند انجمن‌های جهانی.

## تاریخچه انتشار
- NIEM 2.1 Production Release – September 28، ۲۰۰۹
- NIEM 2.1 Release Candidate 1 – September 1، ۲۰۰۹
- NIEM 2.1 Beta 1 – July 29، ۲۰۰۹
- NIEM 2.0 Production Release – July 31، ۲۰۰۷
- NIEM 2.0 Release Candidate 2 – ژوئن ۲۰۰۷
- NIEM 1.0 Production Release – November 1، ۲۰۰۶
- NIEM 1.0 Release Candidate 1 – September 30، ۲۰۰۶
- NIEM 1.0 Beta 3 – September 11، ۲۰۰۶
- NIEM 1.0 Beta 2 – August 8، ۲۰۰۶
- NIEM 1.0 Beta 1 – June 30، ۲۰۰۶
- NIEM 0.3 – April 12، ۲۰۰۶
- NIEM 0.2.1 – February 24، ۲۰۰۶
- NIEM 0.2 – December 23، ۲۰۰۵
- NIEM 0.1 – October 11، ۲۰۰۵